# Protogenia (hija de Deucalión)
En la mitología griega, Protogenia, Protogenea o Protogenía (Πρωτογένεια, Prōtogéneia, esto es, «primogénita») es una hija de Deucalión y Pirra, o bien hija de Prometeo según un escolio. Es el origen de las estirpes genealógicas de Lócride, Élide y Etolia. Protogenia fue seducida por Zeus, al igual que su madre, y fruto de ese encuentro nació Aetlio, rey de Élide. Otros dicen que en cambio fue madre, de nuevo por Zeus, del héroe epónimo Opunte. Protogenia también es citada por otra fuente, como hermana de Pandora. La misma fuente dice que fruto de la unión entre las dos hijas de Deucalión — Pandora y Protogenia, sin especificar quién es la madre de quién— nacieron cuatro hijos en unión con Zeus: Aetelio (Aetlio), Doro, Melera (Melena) y Pandoro.
Píndaro se refiere a Opunte como la «ciudad de Protogenia» y nos habla de Deucalión y Pirra y el diluvio. En una disertación en donde ensalza al pueblo locrio dice que la hija de Opunte, a la que no cita por el nombre, vivía en el país de los epeos. Ésta fue raptada por Zeus en las tierras opuntias y desde allí la llevó hasta las sierras del Ménalo. Allí se acostó ella y después se la entregó a Locro para que se desposara con ella. Como Locro era estéril decidió adoptar al hijo que la muchacha había alumbrado de Zeus, y al que también se llamó Opunte, en honor de su predecesor. En textos posteriores a hija innominada de Opunte se la ha llamado Cambise o Cabia; los propios comentaristas identifican de manera natural a la hija de Opunte con Protogenia, la hija de Deucalión.